# 世界一の九州が始まる!
『世界一の九州が始まる!』（せかいいちのきゅうしゅうがはじまる!）は、2012年4月1日から九州・沖縄のJNN系列で放送されているドキュメンタリー番組。

## 番組概要
この番組は、様々なジャンルで「世界一」と誇ることができる九州の魅力を紹介するもので、RKB毎日放送が制作幹事を務めているが、基本的に取材対象がある県の参加局が持ち回りで制作するスタイルを取っている。
もともとは32年半にわたって放送された『窓をあけて九州』のスポンサーを務めていた九州電力が、原発停止やそれにも絡む「やらせメール問題」などの影響で、かねてから行っていたすべての番組提供を取り止めたことから、事実上空き枠となっていたところ、福岡県朝倉市甘木に工場を構えるキリンビールがスポンサーに名乗りを挙げて始まったもの。
なお、2016年4月3日から再び九州電力グループ提供で『新 窓をあけて九州』が開始されたことから、九州のJNN系列では琉球放送（RBC）を除いて日曜朝10時台にドキュメンタリー番組が2本連続することになった。
キリンビールでは番組の放送開始に合わせ、放送エリア内で「世界一の九州をつくろう。」というキャンペーンを始めており、番組内のCMも商品ではなくこのキャンペーンメッセージを発するものとしている。

## 放送時間とネット局
| 放送対象地域 | 放送局      | 系列              | 放送日時（JST）    | ネット状況          | 備考     |
| ------------ | ----------- | ----------------- | ------------------ | ------------------- | -------- |
| 福岡県       | RKB毎日放送 | TBS系列 e-JNN加盟 | 日曜 10:15 - 10:30 | 同時ネット ※RKB基準 | 幹事局   |
| 長崎県       | 長崎放送    | TBS系列 e-JNN加盟 | 日曜 10:15 - 10:30 | 同時ネット ※RKB基準 |          |
| 熊本県       | 熊本放送    | TBS系列 e-JNN加盟 | 日曜 10:15 - 10:30 | 同時ネット ※RKB基準 | [ 注 1 ] |
| 大分県       | 大分放送    | TBS系列 e-JNN加盟 | 日曜 10:15 - 10:30 | 同時ネット ※RKB基準 |          |
| 宮崎県       | 宮崎放送    | TBS系列 e-JNN加盟 | 日曜 10:15 - 10:30 | 同時ネット ※RKB基準 |          |
| 鹿児島県     | 南日本放送  | TBS系列 e-JNN加盟 | 日曜 10:15 - 10:30 | 同時ネット ※RKB基準 | [ 注 2 ] |

※前番組の『窓をあけて九州』では参加していなかった琉球放送が本番組では参加していたが、後にネットを打ち切っている。

## 関連番組
- JNN九州・沖縄ドキュメント ムーブ
- 列車に乗って - 『味わいぶらり旅』の後継。本番組と放送枠を入れ替えた。
- サンデージャポン - 九州エリア外のTBS系列[注 3]で10:00から放送されている番組。